# Episodi di The Race - Corsa mortale
La prima stagione della serie televisiva The Race - Corsa mortale (Curfew), composta da 8 episodi, è stata trasmessa in prima visione nel Regno Unito sul canale satellitare Sky One dal 22 febbraio al 12 aprile 2019. 
In Italia, la stagione è andata in onda sul canale satellitare Sky Atlantic dal 17 dicembre 2019 al 7 gennaio 2020.
| nº | Titolo originale | Titolo italiano | Prima TV UK      | Prima TV Italia  |
| -- | ---------------- | --------------- | ---------------- | ---------------- |
| 1  | Episode 1        | Episodio 1      | 22 febbraio 2019 | 17 dicembre 2019 |
| 2  | Episode 2        | Episodio 2      | 1 marzo 2019     | 17 dicembre 2019 |
| 3  | Episode 3        | Episodio 3      | 8 marzo 2019     | 24 dicembre 2019 |
| 4  | Episode 4        | Episodio 4      | 15 marzo 2019    | 24 dicembre 2019 |
| 5  | Episode 5        | Episodio 5      | 22 marzo 2019    | 31 dicembre 2019 |
| 6  | Episode 6        | Episodio 6      | 29 marzo 2019    | 31 dicembre 2019 |
| 7  | Episode 7        | Episodio 7      | 5 aprile 2019    | 7 gennaio 2020   |
| 8  | Episode 8        | Episodio 8      | 12 aprile 2019   | 7 gennaio 2020   |